# Mine d'antimoine du Djebel Taya
La Mine d'antimoine du Djebel Taya, au nord-est de Constantine, regroupe des gisements qui ont été explorées par les romains puis par les colons français à partir du milieu du XIXe siècle.

## Histoire
Au carrefour des grandes voies de l'antique Numidie, le Djebel Taya borde au nord la plaine de Guelma et comporte de nombreuses grottes, dans lesquelles a été trouvée une partie du minerai, à une trentaine de kilomètres de Thibilis. Dans ses flancs s'ouvrent plusieurs cavernes dont la plus grande est celle de la Djemâ. 
Le massif du Djebel Taya contient des filons importants d'antimoine sulfuré et de cinabre, autrefois exploités par les Romains. Des recherches qui ont produit d'assez grandes quantités de sulfures d'antimoine et de mercure. D'après l'avis de M. Dubosc, ingénieur des mines, le gîte métallifère comprenait toute la masse du Taya. La mine d’antimoine, mercure et autres métaux connexes est située à 1 200 mètres d’altitude, sur une ligne Bône - Kroubs, à 124 km de Bône, et à huit km au nord-est de la gare du Taya, menant vers le port de Bône, par les services de la Compagnie des chemins de fer Bône-Guelma. Un sentier muletier conduit de la gare à la mine.
Les premières autorisations défaire des recherches de stibine dans le Djebel Taya datent du 7 novembre 1845 et 10 octobre 1846, mais les fouilles ne commencent qu'en 1847. De 1850 à 1853, M. Dervieu, de Marseille, fut autorisé à explorer la région. Le 7 décembre 1889, puis en 1890, Antoine-Eugène Cromarias, propriétaire et ingénieur civil au Fraisse, dans la commune de Gouttières (Puy-de-Dôme) et le canton de Saint-Gervais-d'Auvergne, dans le département du Puy-de-Dôme, sollicite la concession de la mine, qu'il obtient en 1891. 
Une dizaine d’excavations sont ouvertes sur les versants nord et ouest du Djebel Taya, et l’exploitation peut commencer en 1895, mais « l’avilissement des cours des métaux a été cause de la faible extension donnée, ces temps derniers, aux travaux de la mine du Taya ». Les exploitants comptent sur le prochain relèvement des cours pour organiser leurs chantiers et doubler leur production, de 25 à 30 tonnes par mois.